# Lara Bianconi
Lara Bianconi (Piombino, 9 maggio 1974) è un'ex nuotatrice italiana.

## Carriera
Agli inizi degli anni novanta è stata una buona mistista e staffettista, vincendo in totale una decina di titoli italiani tra il 1991 e il 1995; con la squadra nazionale può vantare una partecipazione in finale ai Giochi del Mediterraneo del 1991 ad Atene, ai Giochi della XXV Olimpiade di Barcellona del 1992 sia nel dorso che nei 200 m misti, agli europei di Sheffield del 1993 e infine alle Universiadi di Fukuoka del 1995.

## Palmarès
questa tabella è incompleta
| Giochi olimpici            | 100 m dorso             | 200 m misti             |
| 1992 Barcelona Spagna      | 25ª in batteria 1'05"02 | 20ª in batteria 2'19"40 |
| Campionati europei         | 200 m misti             | 400 m misti             |
| 1993 Sheffield Regno Unito | 5ª in finale B 2'19"94  | 5ª in finale B 4'54"13  |
| Giochi del Mediterraneo    | 200 m misti             | ---                     |
| 1991 Atene Grecia          | 4ª 2'21"52              | ---                     |

Altri risultati
- Coppa latina 1993 - solo le medaglie individuali

400 m misti:  argento, 4'56"24

### Campionati italiani
7 titoli individuali e 3 in staffette, così ripartiti:
- 4 nei 200 m misti
- 3 nei 400 m misti
- 1 nella staffetta 4 × 100 m stile libero
- 2 nella staffetta 4 × 100 m mista

| Anno | Edizione    | st.libero 4×100 m | st.libero 4×200 m | dorso 100 m | misti 200 m | misti 400 m | mista 4×100 m |
| ---- | ----------- | ----------------- | ----------------- | ----------- | ----------- | ----------- | ------------- |
| 1989 | Estivi      | -                 | -                 | -           | 3           | -           | -             |
| 1990 | Primaverili | -                 | -                 | 3           | 2           | 3           | 3             |
| 1990 | Estivi      | -                 | -                 | -           | 2           | -           | 3             |
| 1991 | Primaverili | -                 | -                 | 2           | 1           | -           | -             |
| 1991 | Estivi      | -                 | -                 | -           | 2           | -           | -             |
| 1992 | Primaverili | -                 | -                 | 3           | 2           | -           | -             |
| 1992 | Estivi      | -                 | -                 | -           | 1           | -           | -             |
| 1993 | Primaverili | -                 | -                 | -           | 2           | 1           | 1             |
| 1993 | Estivi      | -                 | -                 | -           | 1           | 1           | 3             |
| 1994 | Primaverili | 3                 | 2                 | -           | 1           | 1           | 1             |
| 1995 | Primaverili | 2                 | -                 | -           | -           | -           | -             |
| 1995 | Estivi      | 1                 | -                 | -           | -           | -           | 3             |